# Isacco Comneno (figlio di Alessio I)

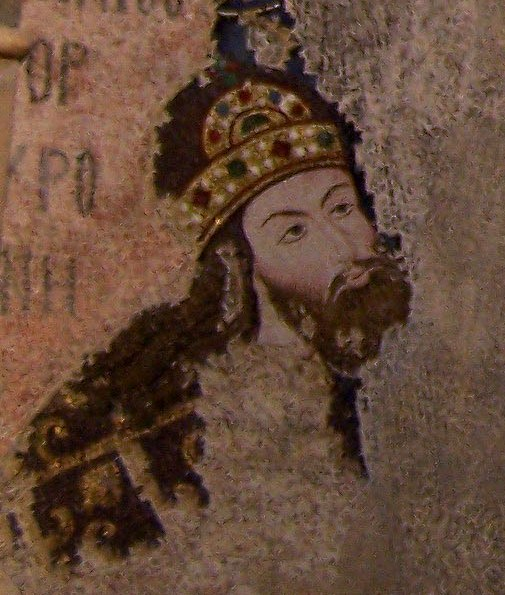
Isacco Comneno in un mosaico della chiesa di San Salvatore in Chora a Costantinopoli.

Isacco Comneno, in greco Ισαάκιος Κομνηνός? (16 gennaio dopo il 1093 – dopo il 1152), era il figlio terzogenito dell'imperatore bizantino Alessio I Comneno, e dell'imperatrice Irene Ducaena.

## Biografia
Isacco Comneno era fratello dell'imperatore Giovanni II Comneno e di Anna Comnena, storica bizantina, che scriverà l'Alessiade.
Quando il 15 agosto del 1118 Giovanni II divenne basileus dei romei, succedendo al padre Alessio I, Isacco fu ricevuto alla corte imperiale, quasi in ugual modo in cui fu accolto l'imperatore e fu anche nominato dal nuovo basileus sebastocratore, una delle cariche più alte dell'impero bizantino. Egli si impegnò in opere di carità, tra cui il restauro di un monastero vicino al Palazzo delle Blacherne. Ma nel 1130 i rapporti tra Giovanni II e Isacco divennero critici: infatti Isacco fu costretto a fuggire da Costantinopoli, standoci lontano per sei anni, perché fu accusato di far parte di un presunto complotto ai danni del fratello, per rovesciarlo dalla carica che egli ricopriva. Isacco in questi anni cercò rifugio presso le corti d'Oriente, tra cui quelle dei Danishmendidi, di Gümüshtigin Ghazi II ibn Danishmend a Melitene, e a Gerusalemme. Nel 1136 Isacco ritornò a Costantinopoli e si riconciliò pacificamente con il fratello. L'8 aprile 1143 morì Giovanni II, e Isacco dovette nuovamente andarsene da Costantinopoli, quindi si trasferì a Eraclea Pontica, e tra il 1145 e il 1146 tentò di usurpare il trono al nipote Manuele I Comneno, ma senza successo. Molto probabilmente nel 1152 Isacco fu costretto dall'imperatore Manuele I a ritirarsi a vita privata in una zona rurale in Tracia, vicino al monastero di Ainos, con un vitalizio consono al suo rango. Dopo questo avvenimento non si hanno più notizie di Isacco Comneno.
Questo conflitto familiare dei Comneni continuerà anche successivamente: infatti nel 1183 il figlio di Isacco, Andronico I Comneno, diverrà imperatore, facendo uccidere l'imperatore bambino Alessio II Comneno, figlio di Manuele I.

## Famiglia
Sappiamo che Isacco Comneno si sposò in prime nozze con una certa Irene, che probabilmente era una principessa di Kiev. Probabilmente Irene morì prima del marito: infatti con molta probabilità Isacco sposò Kata di Georgia, figlia di Davide IV Rusudan re di Georgia e dell'Armenia. Sappiamo che Isacco Comneno, dal suo primo matrimonio, ebbe sei figli, di cui due maschi e quattro femmine:
- Giovanni Comneno, che era chiamato Tzelepes (Çelebi). Accompagnò suo padre durante il suo esilio e sposò una figlia di Leone I, principe d'Armenia. Nel 1139, disertò e si unì al sultanato di Rum, si convertì alla religione musulmana, si stabilì nella capitale selgiuchide di Ikonion e sposò la figlia del sultano Mas'ud I.[1]
- Andronico I Comneno (1118-12 settembre 1185), che fu imperatore bizantino dal 1183 fino alla sua morte.
- Maria Comnena, che sposò prima del 1166 Giuseppe Briennio.
- Anna Comnena, che sposò Giovanni Arbanteno.
- Eudocia Comnena, che probabilmente sposò Costantino Paleologo.
- Elena Comnena (†1183), che probabilmente sposò Yury Dolgoruky, gran principe di Kiev.

Sappiamo inoltre che Isacco Comneno ebbe un figlio illegittimo, che chiamò Alessio Comneno.

## Ascendenza
|                   |                |                      | Genitori                   |  |  | Nonni |  |  | Bisnonni                |  |  | Trisnonni |  |
|                   |                |                      |                            |  |  |       |  |  | Manuele Comneno Erotico |  |  | …         |  |
|                   |                |                      |                            |  |  |       |  |  | Manuele Comneno Erotico |  |  | …         |  |
|                   |                | …                    |                            |  |  |       |  |  | Manuele Comneno Erotico |  |  |           |  |
| Giovanni Comneno  |                |                      |                            |  |  |       |  |  | Manuele Comneno Erotico |  |  |           |  |
|                   |                | Maria ?              | …                          |  |  |       |  |  |                         |  |  |           |  |
|                   |                | Maria ?              | …                          |  |  |       |  |  |                         |  |  |           |  |
|                   |                | Maria ?              | …                          |  |  |       |  |  |                         |  |  |           |  |
| Alessio I Comneno |                | Maria ?              |                            |  |  |       |  |  |                         |  |  |           |  |
|                   |                | Alessio Caronte      | …                          |  |  |       |  |  |                         |  |  |           |  |
|                   |                | Alessio Caronte      | …                          |  |  |       |  |  |                         |  |  |           |  |
|                   |                | Alessio Caronte      | …                          |  |  |       |  |  |                         |  |  |           |  |
| Anna Dalassena    |                | Alessio Caronte      |                            |  |  |       |  |  |                         |  |  |           |  |
|                   |                | Adriana Dalassena    | …                          |  |  |       |  |  |                         |  |  |           |  |
|                   |                | Adriana Dalassena    | …                          |  |  |       |  |  |                         |  |  |           |  |
|                   |                | Adriana Dalassena    | …                          |  |  |       |  |  |                         |  |  |           |  |
| Isacco Comneno    |                | Adriana Dalassena    |                            |  |  |       |  |  |                         |  |  |           |  |
|                   | Giovanni Ducas | Andronico Dukas      |                            |  |  |       |  |  |                         |  |  |           |  |
|                   | Giovanni Ducas | Andronico Dukas      |                            |  |  |       |  |  |                         |  |  |           |  |
|                   | Giovanni Ducas | …                    |                            |  |  |       |  |  |                         |  |  |           |  |
| Andronico Ducas   | Giovanni Ducas |                      |                            |  |  |       |  |  |                         |  |  |           |  |
|                   |                | Irene Pegonitissa    | Niketas Pegonites          |  |  |       |  |  |                         |  |  |           |  |
|                   |                | Irene Pegonitissa    | Niketas Pegonites          |  |  |       |  |  |                         |  |  |           |  |
|                   |                | Irene Pegonitissa    | …                          |  |  |       |  |  |                         |  |  |           |  |
| Irene Ducaena     |                | Irene Pegonitissa    |                            |  |  |       |  |  |                         |  |  |           |  |
|                   |                | Troian di Bulgaria   | Ivan Vladislav di Bulgaria |  |  |       |  |  |                         |  |  |           |  |
|                   |                | Troian di Bulgaria   | Ivan Vladislav di Bulgaria |  |  |       |  |  |                         |  |  |           |  |
|                   |                | Troian di Bulgaria   | Maria                      |  |  |       |  |  |                         |  |  |           |  |
| Maria di Bulgaria |                | Troian di Bulgaria   |                            |  |  |       |  |  |                         |  |  |           |  |
|                   |                | N. Konstostephanissa | …                          |  |  |       |  |  |                         |  |  |           |  |
|                   |                | N. Konstostephanissa | …                          |  |  |       |  |  |                         |  |  |           |  |
|                   |                | N. Konstostephanissa | …                          |  |  |       |  |  |                         |  |  |           |  |
|                   |                | N. Konstostephanissa |                            |  |  |       |  |  |                         |  |  |           |  |